# Márcio José de Oliveira
Márcio José de Oliveira, noto anche con lo pseudonimo di Marcinho (Irapuã, 20 luglio 1984), è un ex calciatore brasiliano, di ruolo centrocampista.